# Bupleurum commutatum
Bupleurum commutatum là một loài thực vật có hoa trong họ Hoa tán. Loài này được Boiss. & Balansa mô tả khoa học đầu tiên năm 1859.